# Gongora escobariana
Gongora escobariana är en orkidéart som beskrevs av Mark Whitten. Gongora escobariana ingår i släktet Gongora och familjen orkidéer.
Artens utbredningsområde är Colombia. Inga underarter finns listade i Catalogue of Life.